# کارن خانلری
کارن هراندی خانلاریان (به ارمنی: Կարէն Հրանտի Խանլարեան) مشهور به کارن خانلری(زاده ۱۹۶۴)، مهندس و سیاست‌مدار ارمنی‌تبار اهل ایران است که نماینده مسیحیان ارمنی شمال در مجلس شورای اسلامی در دوره‌های نهم (۲۰۱۲–۲۰۱۶) و دوره دهم (۲۰۱۷–۲۰۲۰) بود.

## زندگی‌نامه
وی در ۱۹۶۴ میلادی (۱۳۴۳ خورشیدی) در تهران به دنیا آمد. وی دارای مدرک کارشناس ارشد در رشته مهندسی زلزله در واحد علوم و تحقیقات دانشگاه آزاد اسلامی ۲۰۰۰ (۱۳۷۹) و دکترای مهندسی عمران سازه ۲۰۰۶ (۱۳۸۵) و دکترای تاریخ از آکادمی ملی علوم جمهوری ارمنستان ۲۰۱۳ (۱۳۹۲) است.

## فعالیت‌ها
کارن خانلری نماینده حوزه انتخابیه ارمنی‌های تهران و شمال ایران در دوره‌های نهم و دهم مجلس شورای اسلامی و عضو کمیسیون آموزش و تحقیقات مجلس است. هم‌اکنون با عضویت در هیئت علمی دانشگاه آزاد تهران، در کنار نمایندگی مردم، به فعالیت‌های علمی هم اشتغال دارد. از فعالیت‌های پیشین وی می‌توان به مواردی هم چون عضویت هیئت علمی تمام وقت دانشکده فنی دانشگاه آزاد اسلامی واحد تهران مرکزی در رشته مهندسی سازه و تدریس در رشته زبان و ادبیات ارمنی اشاره کرد.

## تعداد آرا دوره‌های نهم و دهم مجلس شورای اسلامی
عملکرد کارن خانلری در دوره نهم انتخابات مجلس
| تعداد آراء | درصد آراء |
| ---------- | --------- |
| ۱۰٬۸۵۷     | ۹۱٫۰۳     |

عملکرد کارن خانلری در دوره دهم انتخابات مجلس. جمع کل آرای شمارش شده در ۱۷ شعبه تهران و ۶ شعبه شمال (۱۱٫۹۳۹) نفر بود.
| تعداد آراء | درصد آراء |
| ---------- | --------- |
| ۸٬۷۸۹      | ۷۳٫۶۲     |

## نطق مراسم گرامیداشت سالروز نسل‌کشی ارمنیان در مجلس (۱۳۹۲)
ارمنیان ایران که در تاریخ پرفراز و نشیب ایران عزیز همواره در کنار برادران مسلمان، زرتشتی، کلیمی و آشوری خود از مرزهای پرگوهر این خطه دفاع کرده و در راه تعالی و پیشرفت کشور از هیچ مجاهدتی فروگذار نکرده‌اند، از ایران و حکومت برخاسته از بطن این ملت بزرگ، از جمهوری اسلامی انتظار شناسایی رسمی نسل‌کشی ارمنیان را دارند. باید گفت که در روند این شناسایی تاکنون قدم‌های مؤثری برداشته شده‌اند:
اولین موضع‌گیری جمهوری اسلامی ایران به سید روح‌الله خمینی، بر می‌گردد. از قول مصطفی چمران چنین نقل می‌شود که در فوریه ۱۹۷۹ (بهمن ۱۳۵۷)، و در بحبوحه انقلاب، امام در بحث و تحلیل مفصلی از ارمنی‌ها و تاریخ ارمنیان، به وقایع ۱۹۱۵ پرداخته و از آن به عنوان فاجعه‌ای بزرگ یاد کرده‌اند. در این مبحث، امام راحل، با اشراف وسیع و شناخت عمیق تاریخ معاصر، در مقام مقایسه ماهوی مابین حکومت عثمانی و حکومت اسلامی ایران برآمده و گفته‌اند:
«ایران مملکتی نیست که قتل‌عام تازه‌ای برای ارمنیان تدارک ببیند و ایرانیان نیز چنین ملتی نیستند». این رویکرد امام راحلمان، که ملهم از بینش و منش عدالت جویانه شیعی است، در کانون توجه و تحسین گسترده ارمنیان جهان و دولتمردان وقت ارمنستان شوروی قرار گرفت. در سال ۲۰۰۴ (۱۳۸۳) رئیس‌جمهور وقت کشورمان سید محمد خاتمی، که در انجام دیدار رسمی به جمهوری ارمنستان سفر کرده بودند، با حضور در یادمان نسل‌کشی ارمنی‌ها در ایروان، نسبت به قربانیان نسل‌کشی ارمنیان ادای احترام به عمل آوردند. چندی بعد در سال ۲۰۰۵ (۱۳۸۴)، رئیس‌جمهور کشورمان محمود احمدی‌نژاد، ضمن یک جلسه معارفه با حضور نمایندگان ارمنی در مجلس شورای اسلامی آقایان گئورک وارطان و روبرت بگلریان، ضمن تأکید بر موضع‌گیری قبل از انتخاب شان در قبال نسل‌کشی ارمنیان، از وقایع ۱۹۱۵ به عنوان وقایعی تاسف بار یاد کرده و این‌گونه جنایات علیه مردم بیگناه را محکوم نمودند. معاونت محترم ریاست جمهور نیز در سال ۲۰۱۱ (۱۳۹۰) طی دیداری رسمی اعلام کردند که: «حکومت عثمانی حدود صد سال قبل علیه گروهی از ارمنیان نسل‌کشی انجام داده است».
بدین سان هر ساله بر تعداد روشنفکران، سیاسیون و دولتمردان کشورمان که این واقعه را مورد شناسایی و محکومیت قرار می‌دهند افزوده می‌شود.
با وجود این اقدامات مؤثر، مع‌الوصف با درک عمیق از موقعیت کشورمان در شرایط حساس منطقه‌ای و بین‌المللی، و با دلگرمی از منویات مقام معظم رهبری که فرمودند:
«این نکته را بخاطر بسپارید که جمهوری اسلامی ایران طرفدار ملتهای مظلوم است، با ظالمان مخالفت و مبارزه می‌کند و در مقابل زورگویی و زیاده خواهی با همه وجود می‌ایستد.»

ما ارمنیان ایران به تلاش‌های خود برای شناسایی رسمی و محکومیت واقعه نسل‌کشی فعالانه ادامه می‌دهیم. در طول چند ماه اخیر، برحسب وظیفه‌ای از سوی مردم شریف ارمنی‌های تهران و شمال کشور به این حقیر داده شده است، به خوبی واقفم که نمایندگان ملت بزرگوار ایران، در ورای گفتگوها، بحث و بررسی‌های دقیق، سخت و طاقت فرسای مربوط به مسائل اقتصادی، بودجه و تحریم همه‌جانبه، چگونه به دغدغه‌های انسان دوستانه در قبال فلسطینیان نوار غزه، مردم سوریه و مسلمانان میانمار در مجلس شورای اسلامی پرداخته و در مقام حمایت معنوی و دفاع از حقوق آنان بر می‌آیند؛ بنابراین شکی نیست که همین عزیزان در مورد نسل‌کشی ارمنیان، یکی از بزرگ‌ترین جنایات علیه نوع بشر و دردناکترین زخم تاریخی ما ارمنیان هیچگاه بی‌تفاوت نبوده و نخواهند بود.

## تالیفات
کارن خانلری نویسنده مقالات سیاسی و اجتماعی بسیاری به زبان ارمنی و فارسی در روزنامه‌ها، فصل‌نامه و گاهنامه‌هایی از قبیل روزنامه آلیک، فصلنامه فرهنگی پیمان و غیره بوده و بیش از بیست مقاله علمی در مجلات علمی بین‌المللی به رشته تحریر درآورده است. او مؤلف پنج کتاب و مونوگراف علمی به زبان‌های فارسی، ارمنی و انگلیسی می‌باشد. در نشست‌ها و سمینارهای بین‌المللی در کشورهای مختلف با ارائه مقاله و گزارش حضور داشته است. در سال ۲۰۱۹ (۱۳۹۸) کتابی با عنوان «تبیین جغرافیایی ارمنستان در منابع اسلامی» از وی چاپ شد.